# Rheodytes leukops
Rheodytes leukops är en sköldpaddsart som beskrevs av Fritz Legler och John Robert Cann 1980. Rheodytes leukops är ensam i släktet Rheodytes som ingår i familjen ormhalssköldpaddor. IUCN kategoriserar arten globalt som sårbar. Inga underarter finns listade i Catalogue of Life.
Arten förekommer i avrinningsområdet av Fitzroy River i Queensland i Australien.